# Kamjanka (rejon zaporoski)
Kamjanka (ukr. Кам'янка) – wieś na Ukrainie, w obwodzie zaporoskim, w rejonie zaporoskim, nad Werchnią Tersą. W 2001 roku liczyła 50 mieszkańców.